# Glaphyrocoris
Glaphyrocoris is een geslacht van wantsen uit de familie van de Miridae (Blindwantsen). Het geslacht werd voor het eerst wetenschappelijk beschreven door Odo Reuter in 1903.

## Soorten
Het genus bevat de volgende soorten:

- Glaphyrocoris abosellatus (Lindberg, 1940)
- Glaphyrocoris agaue Linnavuori, 1996
- Glaphyrocoris albosellatus (Lindberg, 1940)
- Glaphyrocoris antennalis Linnavuori, 1975
- Glaphyrocoris chobauti (Puton, 1898)
- Glaphyrocoris ebikh Linnavuori, 1984
- Glaphyrocoris iranicus Linnavuori, 1965
- Glaphyrocoris kiritschenkoi (Poppius, 1912)
- Glaphyrocoris luniger (Horváth, 1913)
- Glaphyrocoris lunigerus (Horvath, 1913)
- Glaphyrocoris mandane Linnavuori, 1996
- Glaphyrocoris nigeriensis Linnavuori, 1973
- Glaphyrocoris nocturnus (Linnavuori, 1964)
- Glaphyrocoris opertus Linnavuori, 1975
- Glaphyrocoris pauliani (Ribaut, 1941)
- Glaphyrocoris puncticollis (Linnavuori, 1965)
- Glaphyrocoris rubalkhalicus (Linnavuori, 1965)
- Glaphyrocoris rufiventris Linnavuori, 1973
- Glaphyrocoris secundus (Linnavuori, 1961)
- Glaphyrocoris sejunctus Odhiambo, 1959
- Glaphyrocoris tinanensis Linnavuori, 1986
- Glaphyrocoris torridus Linnavuori, 1975
- Glaphyrocoris unifasciatus Reuter, 1903
- Glaphyrocoris v-albus Linnavuori, 1975
- Glaphyrocoris varians Linnavuori, 1975
- Glaphyrocoris vittatus (Odhiambo, 1960)